# 昨日の敵は今日の友
昨日の敵は今日の友（きのうのてきはきょうのとも）は、日本の歴史に由来する言葉。

## 概要
日露戦争でロシアが敗戦してからの水師営の会見で、日露両軍の首脳が戦争の終結を確認する場面を表した言葉である。乃木希典とアナトーリイ・ステッセリが開城の交渉をする際に、敗者に佩刀を許したということをこの言葉で表している。乃木は戦いが終わった今は敵も味方も無いと言い、会見ではアナトーリイ・ステッセリと同等の立場として接し、全員で肩を並べて記念写真を撮っていた。明治天皇から乃木に対して、敗将とはいえ会見の時にはアナトーリイ・ステッセリの名誉を最大限に尊重するように命じられていたのであった。乃木は高い忠義心を持っていたために天皇に命じられていた通りにしていたのであった。
森繁久彌の『水師営の会見』の歌詞では、昨日の敵は今日の友という言葉が出てくる。
現代ではこの言葉は、昨日までは敵であった者でも、今日は事情が変わったために味方同士になることがあるということを意味する言葉として用いられている。この反対に昨日は友であった者が今日は敵になるということを表す場合にもこの言葉が用いられている。